# ادموند بری (بازیکن فوتبال)
ادموند بری (انگلیسی: Edmund Berry؛ زادهٔ) بازیکن فوتبال اهل بریتانیا است.
از باشگاه‌هایی که در آن بازی کرده‌است می‌توان به باشگاه فوتبال بلکپول اشاره کرد.